# Settle (banda)
Settle es una banda de rock alternativo de Easton, Pensilvania con contrato con la discográfica Epitaph Records cuyo álbum debut, At Home We Are Tourists, se lanzó el 19 de mayo de 2009. Que Epitaph haya firmado contrato Sette es parte de su esfuerzo por expandirse más allá del punk y del hardcore punk.

## Discografía

### Álbumes de estudio
| Fecha de lanzamiento | Título                  | Discográfica    |
| 19 de mayo de 2009   | At Home We Are Tourists | Epitaph Records |